# Deropeltis erythrocephala
Deropeltis erythrocephala es una especie de cucaracha del género Deropeltis, familia Blattidae.

## Distribución
Esta especie se encuentra en Namibia, Sudáfrica, Zimbabue y Malaui.